# Kereszténysziget
Kereszténysziget (románul Cristian, németül Grossau, vagy Gross-Aue) falu Romániában Szeben megyében, Nagyszebentől 9 km-re nyugatra, az azonos nevű község központja.

## Népessége
A 2011-es népszámlálás adatai alapján a község népessége 3665 fő volt, melynek 94,22%-a román, 1,2%-a német. Vallási hovatartozás szempontjából a lakosság 87,83%-a ortodox, 2,05%-a pünkösdista, 1,88%-a hetednapi adventista, 1,64%-a baptista.

## Története
Szász erődített evangélikus temploma a 12.-14. században épült. 1599-ben Vitéz Mihály havasalföldi fejedelem katonái a templom szentélyében felakasztották Mathias Heintz evangélikus lelkészt. 1658-ban a török ostrommal foglalta el és egész lakosságát lemészárolta. Később szász telepesekkel népesítették újra.1690 szeptemberében itt az országgyűlésen választatta magát fejedelemmé Thököly Imre. 1910-ben 2991 lakosából 2041 német és 919 román volt. A trianoni békeszerződésig Szeben vármegye Nagyszebeni járásához tartozott. 1992-ben 3097 lakosából 2830 román, 242 német, 15 cigány és 10 magyar volt.  1989-ben a belgiumi Leuven 'fogadta örökbe' a települést, amelynek rendszeres segélyakciók keretében anyagi és egyéb támogatást nyújtanak. A település utcái a római számsorral vannak megnevezve: I. utca,… XIV. utca stb.

## Nevezetességei
A község területéről az alábbi épületek szerepelnek a romániai műemlékek jegyzékében:
- Angyali üdvözlet templom (LMI-kódja SB-II-m-B-12370)
- Drothlef-ház (SB-II-m-B-20916)
- Evangélikus erődtemplom(wd) (SB-II-a-A-12369)
- Falumúzeum (SB-II-m-B-12368)

A falutól északra eső Steinberg hegyen középkori vár romjai láthatók.